# Ratusz w Grodzisku Wielkopolskim
Ratusz w Grodzisku Wielkopolskim – zabytkowy, trzykondygnacyjny ratusz z 1830 roku, położony na Starym Rynku w Grodzisku Wielkopolskim. Siedziba władz samorządowych i instytucji publicznych.

## Historia
W tym samym miejscu stał drewniany ratusz, wzmiankowany m.in. w protokole Bractwa Kurkowego z 1677 roku i w umowie z katem Franciszkiem Gittlerem z 1730 roku. Brakuje informacji o dacie budowy i rozbiórki bądź zniszczenia. Dokumenty z II połowy XVIII wieku (status cechu młynarzy z 1761 roku i spis przeprowadzony przez władze pruskie w 1793) wspominają tylko o Wadze Miejskiej.
Murowany ratusz został wybudowany w 1830 roku. Przeszedł gruntowną przebudowę w 1910 roku, która nadała mu obecny wygląd. Budynek został uszkodzony podczas bombardowania 27 stycznia 1945 i odnowiony bez części zdobień dwa lata później. W latach 1997–1998 ratusz został kapitalnie wyremontowany, przywrócono ozdobne detale na podstawie zachowanych dokumentów i dobudowano niewielką wieżyczkę z iglicą i chorągiewką, z której rozbrzmiewa odtąd w samo południe hejnał miasta. 

## Architektura
Nakryty dwuspadowym dachem pokrytym dachówką budynek liczy trzy kondygnacje nadziemne i jest wysoko podpiwniczony. Budulcem była cegła. Badania archeologiczne przeprowadzone w 1993 roku stwierdziły, że do budowy użyto gotyckich cegieł pochodzących z rozebranej wagi miejskiej. Parter elewacji jest zdobiony boniowaniem i ozdobnym gzymsem. Secesyjne motywy dekoracyjne pochodzą z przebudowy z 1910 roku. Należą do nich zdobienia między oknami oraz fryz z wici roślinnych i secesyjnych masek.
Do wejścia prowadzą granitowe schody z kamiennymi balustradami, zakończone szerokim tarasem. Pierwotny układ pomieszczeń z sienią i klatką schodową pośrodku został zachowany, podobnie jak drzwi wejściowe, schody oraz częściowo boazeria i drzwi wewnętrzne.